# 脫脫迷失

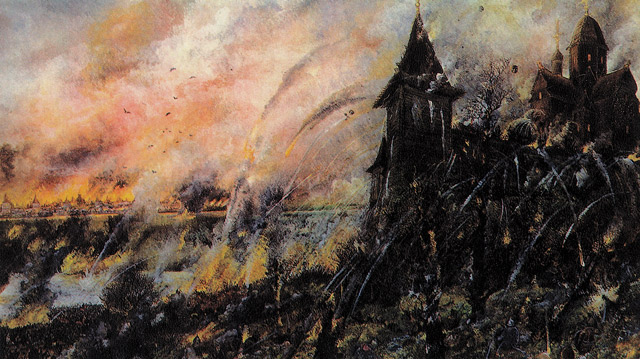
藝術家想像下脫脫迷失進攻俄羅斯圖

脫脫迷失（俄语：Тохтамыш，？—1406年），金帳汗國的君主，祖先为术赤第十三子禿花帖木儿。
根据《史集》和《突厥世系》，禿花帖木儿生有拜帖木儿、伯颜、兀伦帖木儿和金帖木儿四子，第三子兀伦帖木儿生有雅吉黑、阿里库里、萨利查、奇拉齐兹四子。脱脱迷失是萨利查玄孙，库楚克斡黑兰曾孙，脱忽兰火者斡黑兰孙子，禿亦火者斡黑兰之子。
他與兀鲁斯汗是族兄弟。

## 生平

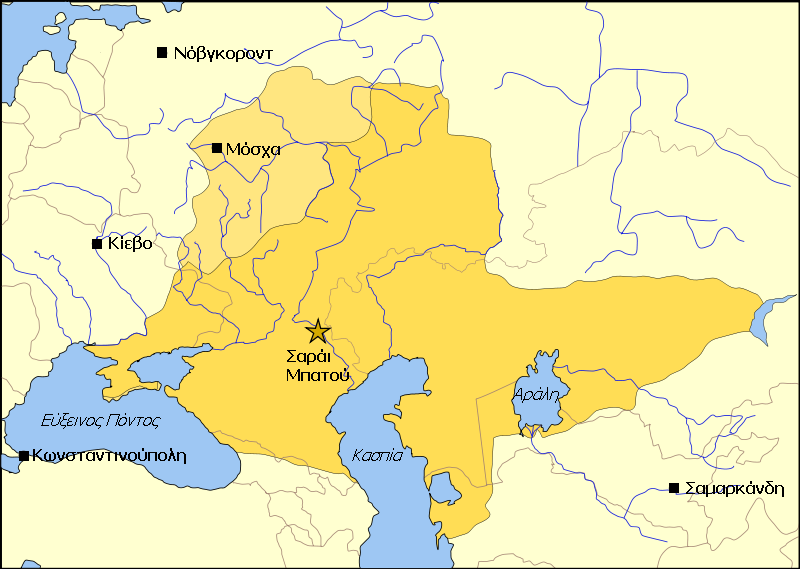
脱脱迷失最大势力范围

脫脫迷失最早在1376年出現，當時想推翻白帳的兀魯思汗（他父亲禿亦火者斡黑兰被兀鲁思杀死），多次被擊敗，得帖木兒幫助，成為白帳汗國之君，還得到訛答剌城。
1380年，莫斯科公國在庫里科沃之戰打敗金帳汗國馬麥汗之後一年，脫脫迷失要求羅斯公國及其他公國重新臣服，被拒絕。1382年他佔據喀山城，打敗原金帳汗馬麥，並攻占莫斯科，令羅斯人再次臣服蒙古人，兩帳合併，版圖由巴爾喀什湖至克里米亞。
但是他後來與帖木兒鬧翻，於1383年命東伊朗人鑄錢，1385年派使者到埃及馬木留克王朝，同年以50000人入侵伊兒汗國，取大不里士，在高加索的亞美尼亞抄掠，當時帖木兒準備合併阿塞拜疆與波斯入他的帖木兒帝國中，脫脫迷失在1385年入侵河中，兵臨布哈拉，1386年至1387年襲擊達吉斯坦與再次入侵河中，令帖木兒大舉反擊。
在1392年，帖木兒於訛答剌出發，集結20萬人，召開庫里爾台，4月行至薩雷蘇河，5月行至烏拉爾河，6月18日雙方於現伏爾加河中游薩馬拉的昆都爾察河谷大戰。脫脫迷失大敗，帖木兒後來立兩位朮赤系的人取代他：帖木兒·忽格魯特與也迪古。
1394年，脫脫迷失再次入侵高加索，在希尔凡與杰尔宾特一帶抄掠，帖木兒在1395年2月行至達吉斯坦，4月至捷列克河，4月15日開戰，這次帖木兒摧毀薩萊，追蹤脫脫迷失至伏爾加河中游，帖木兒命兀魯思汗之子恢復秩序，帖木兒军队至梁贊後回軍。
他後來前往立陶宛大公國的基輔，受立陶宛大公维陶塔斯保護。1399年脫脫迷失與忽格魯特、也迪古戰於沃爾斯克拉河，脫脫迷失戰敗，1405年在西伯利亞的秋明被也迪古所殺。

## 家庭
生有八子：
- 札兰丁·汗
- 卡里姆·别尔迪
- 凯贝克·汗
- 贾巴尔·别尔迪
- 卡迪尔·别尔迪·汗
- 阿布·扎伊德·汗
- 伊斯堪德尔
- 霍尔迦
- 赛亦得·阿黑麻一世（存疑）

| 前任： 阿剌卜沙 马麦 (二十年的权臣) | 金帐汗国君主 1380年—1395年 | 繼任： 帖木儿·忽格鲁特 |